# Argentina a la Copa del Món de futbol

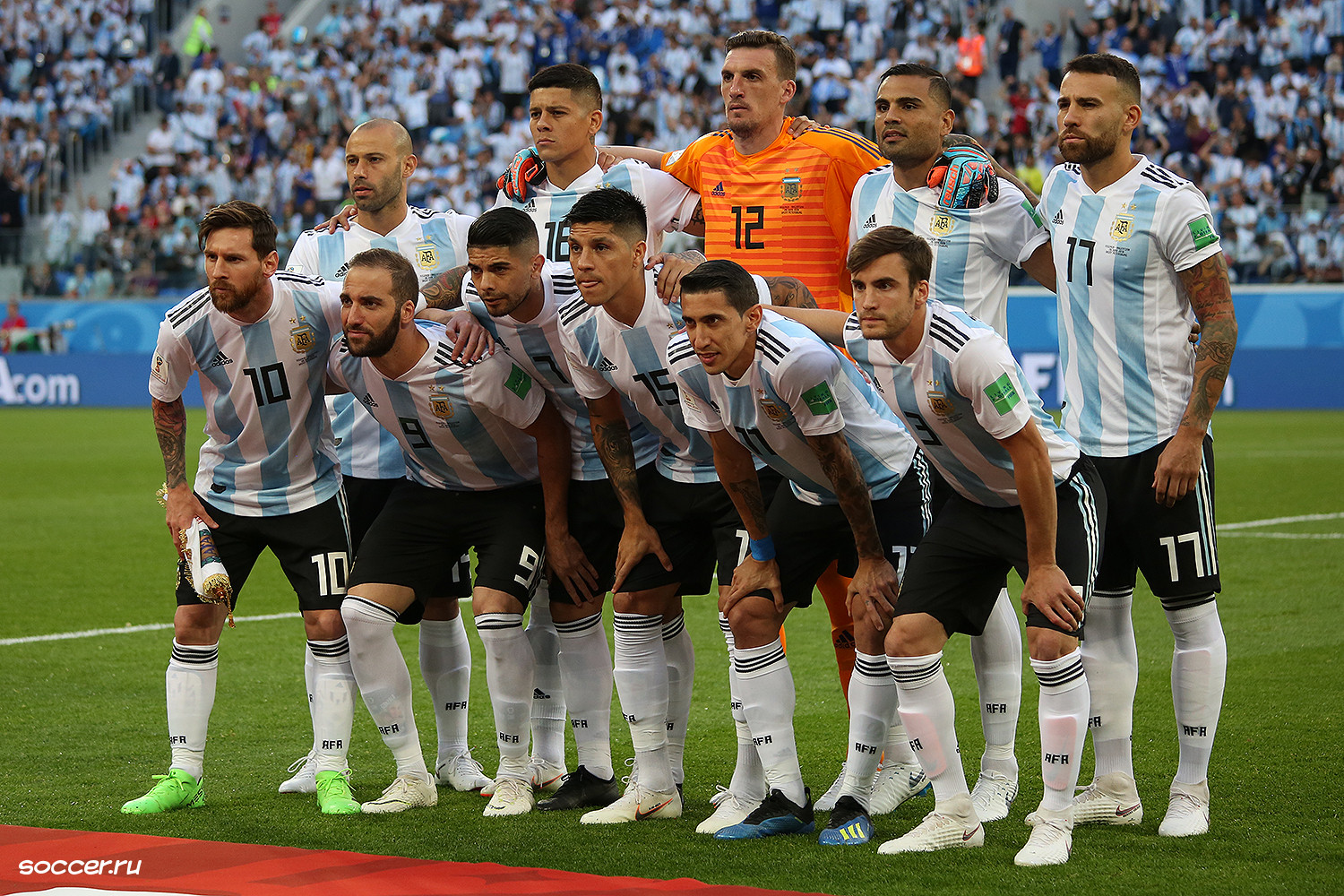
Equip de l'Argentina a la Copa del Món de 2018, a Rússia

Aquest és el registre dels resultats de l'Argentina a la Copa del Món. Argentina ha guanyat tres Copes del Món, el 1978, el 1986 i el 2022. També n'ha estat finalista en tres ocasions: el 1930, 1990 i 2014.

## Resum d'actuacions
Campions      Finalistes      Tercers      Quarts
Un requadre vermell indica que eren amfitrions del campionat.
| Historial a la Copa del Món | Historial a la Copa del Món | Historial a la Copa del Món | Historial a la Copa del Món | Historial a la Copa del Món | Historial a la Copa del Món | Historial a la Copa del Món | Historial a la Copa del Món | Historial a la Copa del Món |                                     | Historial a la classificació per la Copa del Món | Historial a la classificació per la Copa del Món | Historial a la classificació per la Copa del Món | Historial a la classificació per la Copa del Món | Historial a la classificació per la Copa del Món | Historial a la classificació per la Copa del Món |
| Edició                      | Ronda                       | Posició                     | PJ                          | PG                          | PE                          | PP                          | GF                          | GC                          | PJ                                  | PG                                               | PE                                               | PP                                               | GF                                               | GC                                               |                                                  |
| --------------------------- | --------------------------- | --------------------------- | --------------------------- | --------------------------- | --------------------------- | --------------------------- | --------------------------- | --------------------------- | ----------------------------------- | ------------------------------------------------ | ------------------------------------------------ | ------------------------------------------------ | ------------------------------------------------ | ------------------------------------------------ | ------------------------------------------------ |
| 1930                        | Finalista                   | 2s                          | 5                           | 4                           | 0                           | 1                           | 18                          | 9                           |                                     |                                                  |                                                  |                                                  |                                                  |                                                  |                                                  |
| 1934                        | Vuitens de final            | 9s                          | 1                           | 0                           | 0                           | 1                           | 2                           | 3                           |                                     |                                                  |                                                  |                                                  |                                                  |                                                  |                                                  |
| 1938                        | No hi participaren          | No hi participaren          | No hi participaren          | No hi participaren          | No hi participaren          | No hi participaren          | No hi participaren          | No hi participaren          |                                     |                                                  |                                                  |                                                  |                                                  |                                                  |                                                  |
| 1950                        | No hi participaren          | No hi participaren          | No hi participaren          | No hi participaren          | No hi participaren          | No hi participaren          | No hi participaren          | No hi participaren          |                                     |                                                  |                                                  |                                                  |                                                  |                                                  |                                                  |
| 1954                        | No hi participaren          | No hi participaren          | No hi participaren          | No hi participaren          | No hi participaren          | No hi participaren          | No hi participaren          | No hi participaren          |                                     |                                                  |                                                  |                                                  |                                                  |                                                  |                                                  |
| 1958                        | Fase de grups               | 13s                         | 3                           | 1                           | 0                           | 2                           | 5                           | 10                          | 4                                   | 3                                                | 0                                                | 1                                                | 10                                               | 2                                                |                                                  |
| 1962                        | Fase de grups               | 10s                         | 3                           | 1                           | 1                           | 1                           | 2                           | 3                           | 2                                   | 2                                                | 0                                                | 0                                                | 11                                               | 3                                                |                                                  |
| 1966                        | Quarts de final             | 5s                          | 4                           | 2                           | 1                           | 1                           | 4                           | 2                           | 4                                   | 3                                                | 1                                                | 0                                                | 9                                                | 2                                                |                                                  |
| 1970                        | No es classificaren         | No es classificaren         | No es classificaren         | No es classificaren         | No es classificaren         | No es classificaren         | No es classificaren         | No es classificaren         | 4                                   | 1                                                | 1                                                | 2                                                | 4                                                | 6                                                |                                                  |
| 1974                        | 2a ronda                    | 8s                          | 6                           | 1                           | 2                           | 3                           | 9                           | 12                          | 4                                   | 3                                                | 1                                                | 0                                                | 9                                                | 2                                                |                                                  |
| 1978                        | Campions                    | 1s                          | 7                           | 5                           | 1                           | 1                           | 15                          | 4                           | Classificats com a amfitrions       | Classificats com a amfitrions                    | Classificats com a amfitrions                    | Classificats com a amfitrions                    | Classificats com a amfitrions                    | Classificats com a amfitrions                    |                                                  |
| 1982                        | 2a ronda                    | 11s                         | 5                           | 2                           | 0                           | 3                           | 8                           | 7                           | Classificats com a campions vigents | Classificats com a campions vigents              | Classificats com a campions vigents              | Classificats com a campions vigents              | Classificats com a campions vigents              | Classificats com a campions vigents              |                                                  |
| 1986                        | Campions                    | 1s                          | 7                           | 6                           | 1                           | 0                           | 14                          | 5                           | 6                                   | 4                                                | 1                                                | 1                                                | 12                                               | 6                                                |                                                  |
| 1990                        | Finalistes                  | 2s                          | 7                           | 2                           | 3                           | 2                           | 5                           | 4                           | Classificats com a campions vigents | Classificats com a campions vigents              | Classificats com a campions vigents              | Classificats com a campions vigents              | Classificats com a campions vigents              | Classificats com a campions vigents              |                                                  |
| 1994                        | Vuitens de final            | 10s                         | 4                           | 2                           | 0                           | 2                           | 8                           | 6                           | 8                                   | 4                                                | 2                                                | 2                                                | 9                                                | 10                                               |                                                  |
| 1998                        | Quarts de final             | 6s                          | 5                           | 3                           | 1                           | 1                           | 10                          | 4                           | 16                                  | 8                                                | 6                                                | 2                                                | 23                                               | 13                                               |                                                  |
| 2002                        | Fase de grups               | 18s                         | 3                           | 1                           | 1                           | 1                           | 2                           | 2                           | 18                                  | 13                                               | 4                                                | 1                                                | 42                                               | 15                                               |                                                  |
| 2006                        | Quarts de final             | 6s                          | 5                           | 3                           | 2                           | 0                           | 11                          | 3                           | 18                                  | 10                                               | 4                                                | 4                                                | 29                                               | 17                                               |                                                  |
| 2010                        | Quarts de final             | 5s                          | 5                           | 4                           | 0                           | 1                           | 10                          | 6                           | 18                                  | 8                                                | 4                                                | 6                                                | 23                                               | 20                                               |                                                  |
| 2014                        | Finalistes                  | 2s                          | 7                           | 5                           | 1                           | 1                           | 8                           | 4                           | 16                                  | 9                                                | 5                                                | 2                                                | 35                                               | 15                                               |                                                  |
| 2018                        | Vuitens de final            | 16s                         | 4                           | 1                           | 1                           | 2                           | 6                           | 9                           | 18                                  | 7                                                | 7                                                | 4                                                | 19                                               | 16                                               |                                                  |
| 2022                        | Campions                    | 1s                          | 7                           | 4                           | 2                           | 1                           | 15                          | 8                           | 17                                  | 11                                               | 6                                                | 0                                                | 27                                               | 8                                                |                                                  |
| 2026                        | Pendent                     | Pendent                     | Pendent                     | Pendent                     | Pendent                     | Pendent                     | Pendent                     | Pendent                     |                                     |                                                  |                                                  |                                                  |                                                  |                                                  |                                                  |
| 2030                        | Pendent                     | Pendent                     | Pendent                     | Pendent                     | Pendent                     | Pendent                     | Pendent                     | Pendent                     |                                     |                                                  |                                                  |                                                  |                                                  |                                                  |                                                  |
| 2034                        | Pendent                     | Pendent                     | Pendent                     | Pendent                     | Pendent                     | Pendent                     | Pendent                     | Pendent                     |                                     |                                                  |                                                  |                                                  |                                                  |                                                  |                                                  |
| Total                       | 3 títols                    | 3 títols                    | 88                          | 47                          | 17                          | 24                          | 152                         | 101                         | 153                                 | 86                                               | 42                                               | 25                                               | 262                                              | 135                                              |                                                  |

## Uruguai 1930

### Primera fase: Grup 1
| Pos | Equip     | PJ | PG | PE | PP | GF | GC | DG | Pts | Classificació       |
| --- | --------- | -- | -- | -- | -- | -- | -- | -- | --- | ------------------- |
| 1   | Argentina | 3  | 3  | 0  | 0  | 10 | 4  | +6 | 6   | Avança a semifinals |
| 2   | Xile      | 3  | 2  | 0  | 1  | 5  | 3  | +2 | 4   |                     |
| 3   | França    | 3  | 1  | 0  | 2  | 4  | 3  | +1 | 2   |                     |
| 4   | Mèxic     | 3  | 0  | 0  | 3  | 4  | 13 | −9 | 0   |                     |

| Argentina | 1–0     | França |
| --------- | ------- | ------ |
| Monti 81' | Informe |        |

| Argentina                                             | 6–3     | Mèxic                              |
| ----------------------------------------------------- | ------- | ---------------------------------- |
| Stábile 8', 17', 80' · Zumelzú 12', 55' · Varallo 53' | Informe | M. Rosas 42' (p.), 65' · Gayón 75' |

| Argentina                          | 3–1     | Xile         |
| ---------------------------------- | ------- | ------------ |
| Stábile 12', 13' · M. Evaristo 51' | Informe | Subiabre 15' |

### Segona fase
|  | Semifinals                | Semifinals |                           |   | Final | Final |
|  |                           |            |                           |   |       |       |
|  | 26 de juliol – Montevideo |            |                           |   |       |       |
|  |                           |            |                           |   |       |       |
|  | Argentina                 | 6          |                           |   |       |       |
|  | Argentina                 | 6          | 30 de juliol – Montevideo |   |       |       |
|  | Estats Units              | 1          |                           |   |       |       |
|  | Estats Units              | 1          | Argentina                 | 2 |       |       |
|  | 27 de juliol – Montevideo |            | Argentina                 | 2 |       |       |
|  |                           | Uruguai    | 4                         |   |       |       |
|  | Uruguai                   | Uruguai    | 4                         | 6 |       |       |
|  | Uruguai                   |            |                           | 6 |       |       |
|  | Iugoslàvia                | 1          |                           |   |       |       |
|  | Iugoslàvia                | 1          |                           |   |       |       |

#### Semifinals
| Argentina                                                       | 6–1 | Estats Units |
| --------------------------------------------------------------- | --- | ------------ |
| Monti 20' · Scopelli 56' · Stábile 69', 87' · Peucelle 80', 85' |     | Brown 89'    |

#### Final
| Uruguai                                         | 4–2 | Argentina                  |
| ----------------------------------------------- | --- | -------------------------- |
| Dorado 12' · Cea 57' · Iriarte 68' · Castro 89' |     | Peucelle 20' · Stábile 37' |

## Itàlia 1934

### Vuitens de final
| Suècia                       | 3–2     | Argentina              |
| ---------------------------- | ------- | ---------------------- |
| Jonasson 9', 67' · Kroon 79' | Informe | Belis 4' · Galateo 48' |

## Suècia 1958

### Primera fase: Grup 1
| Pos | Equip               | PJ | PG | PE | PP | GF | GC | GR    | Pts | Classificació                      |
| --- | ------------------- | -- | -- | -- | -- | -- | -- | ----- | --- | ---------------------------------- |
| 1   | Alemanya Occidental | 3  | 1  | 2  | 0  | 7  | 5  | 1,400 | 4   | Avança a la segona fase            |
| 2   | Txecoslovàquia      | 3  | 1  | 1  | 1  | 8  | 4  | 2,000 | 3   | Van disputar un partit de desempat |
| 3   | Irlanda del Nord    | 3  | 1  | 1  | 1  | 4  | 5  | 0,800 | 3   | Van disputar un partit de desempat |
| 4   | Argentina           | 3  | 1  | 0  | 2  | 5  | 10 | 0,500 | 2   |                                    |

| Argentina   | 1–3     | Alemanya Occidental        |
| ----------- | ------- | -------------------------- |
| Corbatta 3' | Informe | Rahn 32', 79' · Seeler 42' |

| Argentina                                   | 3–1     | Irlanda del Nord |
| ------------------------------------------- | ------- | ---------------- |
| Corbatta 37' (p.) · Menéndez 56' · Avio 60' | Informe | McParland 4'     |

| Txecoslovàquia                                               | 6–1     | Argentina         |
| ------------------------------------------------------------ | ------- | ----------------- |
| Dvořák 8' · Zikán 17', 39' · Feureisl 68' · Hovorka 81', 89' | Informe | Corbatta 64' (p.) |

## Xile 1962

### Primera fase: Grup 4
| Pos | Equip      | PJ | PG | PE | PP | GF | GC | GR    | Pts | Classificació           |
| --- | ---------- | -- | -- | -- | -- | -- | -- | ----- | --- | ----------------------- |
| 1   | Hongria    | 3  | 2  | 1  | 0  | 8  | 2  | 4,000 | 5   | Avança a la segona fase |
| 2   | Anglaterra | 3  | 1  | 1  | 1  | 4  | 3  | 1,333 | 3   | Avança a la segona fase |
| 3   | Argentina  | 3  | 1  | 1  | 1  | 2  | 3  | 0,667 | 3   |                         |
| 4   | Bulgària   | 3  | 0  | 1  | 2  | 1  | 7  | 0,143 | 1   |                         |

| Argentina  | 1–0     | Bulgària |
| ---------- | ------- | -------- |
| Facundo 4' | Informe |          |

| Anglaterra                                    | 3–1     | Argentina      |
| --------------------------------------------- | ------- | -------------- |
| Flowers 17' (p.) · Charlton 42' · Greaves 67' | Informe | Sanfilippo 81' |

| Hongria | 0–0     | Argentina |
| ------- | ------- | --------- |
|         | Informe |           |

## Anglaterra 1966

### Primera fase: Grup 2
| Pos | Equip               | PJ | PG | PE | PP | GF | GC | GR    | Pts | Classificació           |
| --- | ------------------- | -- | -- | -- | -- | -- | -- | ----- | --- | ----------------------- |
| 1   | Alemanya Occidental | 3  | 2  | 1  | 0  | 7  | 1  | 7,000 | 5   | Avança a la segona fase |
| 2   | Argentina           | 3  | 2  | 1  | 0  | 4  | 1  | 4,000 | 5   | Avança a la segona fase |
| 3   | Espanya             | 3  | 1  | 0  | 2  | 4  | 5  | 0,800 | 2   |                         |
| 4   | Suïssa              | 3  | 0  | 0  | 3  | 1  | 9  | 0,111 | 0   |                         |

| Argentina       | 2–1     | Espanya   |
| --------------- | ------- | --------- |
| Artime 65', 77' | Informe | Pirri 67' |

| Argentina | 0–0     | Alemanya Occidental |
| --------- | ------- | ------------------- |
|           | Informe |                     |

| Argentina              | 2–0     | Suïssa |
| ---------------------- | ------- | ------ |
| Artime 52' · Onega 79' | Informe |        |

### Segona fase

#### Quarts de final
| Anglaterra | 1–0     | Argentina |
| ---------- | ------- | --------- |
| Hurst 78'  | Informe |           |

## Alemanya Occidental 1974

### Primera fase: Grup 4
| Pos | Equip     | PJ | PG | PE | PP | GF | GC | DG  | Pts | Classificació           |
| --- | --------- | -- | -- | -- | -- | -- | -- | --- | --- | ----------------------- |
| 1   | Polònia   | 3  | 3  | 0  | 0  | 12 | 3  | +9  | 6   | Avança a la segona fase |
| 2   | Argentina | 3  | 1  | 1  | 1  | 7  | 5  | +2  | 3   | Avança a la segona fase |
| 3   | Itàlia    | 3  | 1  | 1  | 1  | 5  | 4  | +1  | 3   |                         |
| 4   | Haití     | 3  | 0  | 0  | 3  | 2  | 14 | −12 | 0   |                         |

| Polònia                    | 3–2     | Argentina                   |
| -------------------------- | ------- | --------------------------- |
| Lato 7', 62' · Szarmach 8' | Informe | Heredia 60' · Babington 66' |

| Argentina    | 1–1     | Itàlia             |
| ------------ | ------- | ------------------ |
| Houseman 20' | Informe | Perfumo 35' (p.p.) |

| Argentina                                   | 4–1     | Haití     |
| ------------------------------------------- | ------- | --------- |
| Yazalde 15', 68' · Houseman 18' · Ayala 55' | Informe | Sanon 63' |

### Segona fase: Grup A
| Pos | Equip             | PJ | PG | PE | PP | GF | GC | DG | Pts | Classificació                    |
| --- | ----------------- | -- | -- | -- | -- | -- | -- | -- | --- | -------------------------------- |
| 1   | Països Baixos     | 3  | 3  | 0  | 0  | 8  | 0  | +8 | 6   | Avança a la final                |
| 2   | Brasil            | 3  | 2  | 0  | 1  | 3  | 3  | 0  | 4   | Avança al partit pel tercer lloc |
| 3   | Alemanya Oriental | 3  | 0  | 1  | 2  | 1  | 4  | −3 | 1   |                                  |
| 4   | Argentina         | 3  | 0  | 1  | 2  | 2  | 7  | −5 | 1   |                                  |

| Països Baixos                        | 4–0     | Argentina |
| ------------------------------------ | ------- | --------- |
| Cruyff 11', 90' · Krol 25' · Rep 73' | Informe |           |

| Argentina    | 1–2     | Brasil                       |
| ------------ | ------- | ---------------------------- |
| Brindisi 35' | Informe | Rivelino 32' · Jairzinho 49' |

| Argentina    | 1–1     | Alemanya Oriental |
| ------------ | ------- | ----------------- |
| Houseman 20' | Informe | Streich 14'       |

## Argentina 1978

### Primera fase: Grup 1
| Pos | Equip     | PJ | PG | PE | PP | GF | GC | DG | Pts | Classificació           |
| --- | --------- | -- | -- | -- | -- | -- | -- | -- | --- | ----------------------- |
| 1   | Itàlia    | 3  | 3  | 0  | 0  | 6  | 2  | +4 | 6   | Avança a la segona fase |
| 2   | Argentina | 3  | 2  | 0  | 1  | 4  | 3  | +1 | 4   | Avança a la segona fase |
| 3   | França    | 3  | 1  | 0  | 2  | 5  | 5  | 0  | 2   |                         |
| 4   | Hongria   | 3  | 0  | 0  | 3  | 3  | 8  | −5 | 0   |                         |

| Equip 1                 | 2–1     | Equip2   |
| ----------------------- | ------- | -------- |
| Luque 14' · Bertoni 83' | Informe | Csapó 9' |

| Equip 1                         | 2–1     | Equip2      |
| ------------------------------- | ------- | ----------- |
| Passarella 45' (p.) · Luque 73' | Informe | Platini 60' |

| Equip 1 | 0–1     | Equip2      |
| ------- | ------- | ----------- |
|         | Informe | Bettega 67' |

### Segona fase: Grup B
| Pos | Equip     | PJ | PG | PE | PP | GF | GC | DG  | Pts | Classificació                    |
| --- | --------- | -- | -- | -- | -- | -- | -- | --- | --- | -------------------------------- |
| 1   | Argentina | 3  | 2  | 1  | 0  | 8  | 0  | +8  | 5   | Avança a la final                |
| 2   | Brasil    | 3  | 2  | 1  | 0  | 6  | 1  | +5  | 5   | Avança al partit pel tercer lloc |
| 3   | Polònia   | 3  | 1  | 0  | 2  | 2  | 5  | −3  | 2   |                                  |
| 4   | Perú      | 3  | 0  | 0  | 3  | 0  | 10 | −10 | 0   |                                  |

| Argentina       | 2–0     | Polònia |
| --------------- | ------- | ------- |
| Kempes 16', 71' | Informe |         |

| Argentina | 0–0     | Brasil |
| --------- | ------- | ------ |
|           | Informe |        |

| Argentina                                                       | 6–0     | Perú |
| --------------------------------------------------------------- | ------- | ---- |
| Kempes 21', 49' · Tarantini 43' · Luque 50', 72' · Houseman 67' | Informe |      |

### Final
| Argentina                       | 3–1 (pr.) | Països Baixos |
| ------------------------------- | --------- | ------------- |
| Kempes 38', 105' · Bertoni 115' | Informe   | Nanninga 82'  |

## Espanya 1982

### Primera fase: Grup 3
| Pos | Equip       | PJ | PG | PE | PP | GF | GC | DG  | Pts | Classificació           |
| --- | ----------- | -- | -- | -- | -- | -- | -- | --- | --- | ----------------------- |
| 1   | Bèlgica     | 3  | 2  | 1  | 0  | 3  | 1  | +2  | 5   | Avança a la segona fase |
| 2   | Argentina   | 3  | 2  | 0  | 1  | 6  | 2  | +4  | 4   | Avança a la segona fase |
| 3   | Hongria     | 3  | 1  | 1  | 1  | 12 | 6  | +6  | 3   |                         |
| 4   | El Salvador | 3  | 0  | 0  | 3  | 1  | 13 | −12 | 0   |                         |

| Argentina | 0–1     | Bèlgica         |
| --------- | ------- | --------------- |
|           | Informe | Vandenbergh 62' |

| Argentina                                     | 4–1     | Hongria      |
| --------------------------------------------- | ------- | ------------ |
| Bertoni 26' · Maradona 28', 57' · Ardiles 60' | Informe | Pölöskei 76' |

| Argentina                         | 2–0     | El Salvador |
| --------------------------------- | ------- | ----------- |
| Passarella 22' (p.) · Bertoni 52' | Informe |             |

### Segona fase: Grup C
| Pos | Equip     | PJ | PG | PE | PP | GF | GC | DG | Pts | Classificació          |
| --- | --------- | -- | -- | -- | -- | -- | -- | -- | --- | ---------------------- |
| 1   | Itàlia    | 2  | 2  | 0  | 0  | 5  | 3  | +2 | 4   | Avança a la fase final |
| 2   | Brasil    | 2  | 1  | 0  | 1  | 5  | 4  | +1 | 2   |                        |
| 3   | Argentina | 2  | 0  | 0  | 2  | 2  | 5  | −3 | 0   |                        |

| Itàlia                     | 2–1     | Argentina      |
| -------------------------- | ------- | -------------- |
| Tardelli 57' · Cabrini 67' | Informe | Passarella 83' |

| Argentina | 1–3     | Brasil                               |
| --------- | ------- | ------------------------------------ |
| Díaz 89'  | Informe | Zico 11' · Serginho 66' · Júnior 75' |

## Mèxic 1986

### Primera fase: Grup A
| Pos | Equip         | PJ | PG | PE | PP | GF | GC | DG | Pts | Classificació                      |
| --- | ------------- | -- | -- | -- | -- | -- | -- | -- | --- | ---------------------------------- |
| 1   | Argentina     | 3  | 2  | 1  | 0  | 6  | 2  | +4 | 5   | Avança a la fase final             |
| 2   | Itàlia        | 3  | 1  | 2  | 0  | 5  | 4  | +1 | 4   | Avança a la fase final             |
| 3   | Bulgària      | 3  | 0  | 2  | 1  | 2  | 4  | −2 | 2   | Opta a una plaça per la fase final |
| 4   | Corea del Sud | 3  | 0  | 1  | 2  | 4  | 7  | −3 | 1   |                                    |

| Argentina                     | 3–1     | Corea del Sud      |
| ----------------------------- | ------- | ------------------ |
| Valdano 6', 46' · Ruggeri 18' | Informe | Park Chang-Sun 73' |

| Itàlia            | 1–1     | Argentina    |
| ----------------- | ------- | ------------ |
| Altobelli 6' (p.) | Informe | Maradona 34' |

| Argentina                   | 2–0     | Bulgària |
| --------------------------- | ------- | -------- |
| Valdano 4' · Burruchaga 77' | Informe |          |

### Segona fase

#### Vuitens de final
| Argentina    | 1–0     | Uruguai |
| ------------ | ------- | ------- |
| Pasculli 42' | Informe |         |

#### Quarts de final
| Argentina         | 2–1     | Anglaterra  |
| ----------------- | ------- | ----------- |
| Maradona 51', 55' | Informe | Lineker 81' |

#### Semifinals
| Argentina         | 2–0     | Bèlgica |
| ----------------- | ------- | ------- |
| Maradona 51', 63' | Informe |         |

#### Final
| Argentina                                | 3–2     | Alemanya Occidental         |
| ---------------------------------------- | ------- | --------------------------- |
| Brown 23' · Valdano 56' · Burruchaga 84' | Informe | Rummenigge 74' · Völler 81' |

## Rússia 2018

### Primera fase: Grup D
| Pos | Equip     | PJ | PG | PE | PP | GF | GC | DG | Pts | Classificació        |
| --- | --------- | -- | -- | -- | -- | -- | -- | -- | --- | -------------------- |
| 1   | Croàcia   | 3  | 3  | 0  | 0  | 7  | 1  | +6 | 9   | Avança a segona fase |
| 2   | Argentina | 3  | 1  | 1  | 1  | 3  | 5  | −2 | 4   | Avança a segona fase |
| 3   | Nigèria   | 3  | 1  | 0  | 2  | 3  | 4  | −1 | 3   |                      |
| 4   | Islàndia  | 3  | 0  | 1  | 2  | 2  | 5  | −3 | 1   |                      |

| Argentina  | 1–1     | Islàndia        |
| ---------- | ------- | --------------- |
| Agüero 19' | Informe | Finnbogason 23' |

| Argentina | 0–3     | Croàcia                                |
| --------- | ------- | -------------------------------------- |
|           | Informe | Rebić 53' · Modrić 80' · Rakitić 90+1' |

| Nigèria        | 1–2     | Argentina            |
| -------------- | ------- | -------------------- |
| Moses 51' (p.) | Informe | Messi 14' · Rojo 86' |

### Segona fase

#### Vuitens de final
| França                                            | 4–3     | Argentina                                 |
| ------------------------------------------------- | ------- | ----------------------------------------- |
| Griezmann 13' (p.) · Pavard 57' · Mbappé 64', 68' | Informe | Di María 41' · Mercado 48' · Agüero 90+3' |